# Революционная армия (газета)
Революцио́нная а́рмия (Кангтоп падеват) — камбоджийская еженедельная правительственная газета, официальный печатный орган кампучийских народно-революционных вооружённых сил — регулярных вооруженных сил Камбоджи (Народной Республики Кампучия) в период вьетнамской оккупации 1979—1989 годов. Издавалась на протяжении 1980-х годов, первый номер вышел в декабре 1979 года. В настоящее время не выпускается.